# Stazione di Ramsgate Harbour
La stazione di Ramsgate Harbour era una stazione ferroviaria a Ramsgate, nel distretto di Thanet nel Kent, in Inghilterra. Venne inaugurata nel 1863 come parte dell'estensione della linea da Herne Bay da parte della compagnia Kent Coast Railway, ed era situata in un punto favorevole per servire la spiaggia della località balneare, ma fu chiuso nel 1926 dopo una riorganizzazione delle linee ferroviarie nell'area di Thanet.

## Storia
La compagnia ferroviaria Herne Bay & Faversham è stata fondata nel 1857. Nel 1859 divenne la Margate & London Railway, e due anni dopo prese il nome di Kent Coast Railway, con il quale fu conosciuta per il resto della sua esistenza indipendente. Ha costruito una linea da Faversham a Whitstable Town nel 1860, l'ha estesa a Herne Bay e Hampton-on-Sea nel 1861 e ha aperto una sezione che andava da lì a una stazione chiamata originariamente Ramsgate il 5 ottobre 1863. Questa era molto più vicino al lungomare di Ramsgate rispetto alla stazione precedente, Ramsgate Town, aperta dalla South Eastern Railway nel 1846.
Nel 1871, la Kent Coast Railway fu acquistata dalla London, Chatham and Dover Railway.  Nel giugno dello stesso anno, la stazione di Ramsgate prese il nome di Ramsgate & St Lawrence-on-Sea, che portò fino al 1 luglio 1899. Per il resto della sua esistenza fu conosciuta come Ramsgate Harbour.  La stazione era molto popolare e ben utilizzata, ma si trovava in un sito angusto a cui si accedeva attraverso un tunnel con una lunga pendenza di 1 su 75. Un treno andò fuori controllo lungo questo pendio il 31 agosto 1891, uccidendo una persona.
Sono stati realizzati piani per semplificare la rete ferroviaria scarsamente collegata nell'area di Thanet; questi furono rapidamente adottati dalla compagnia Southern Railway, che rilevò le operazioni di London, Chatham e Dover Railway il 1º gennaio 1923 a seguito del Grouping Act.  La compagnia ha costruito una nuova linea, lunga 1,6 miglia (2,6 km), per collegare il vecchio percorso della Kent Coast Railway da Faversham e l'ex percorso della South Eastern Railway da Ashford,  che aggirava entrambe le stazioni di Ramsgate Harbour e Ramsgate Town. Due nuove stazioni, Dumpton Park e Ramsgate, furono costruite su questa linea per servire la città. Dopo l'apertura della nuova linea e delle stazioni il 2 luglio 1926, il tratto di linea tra il nuovo svincolo e la stazione di Ramsgate Harbour fu ufficialmente chiuso lo stesso giorno.

## Dopo la chiusura
Il sito della stazione è stato acquistato da una società che lo ha trasformato in un luna park. Parte dell'ex percorso attraverso il tunnel è stato aperto come ferrovia turistica a scartamento ridotto nel 1936 che è diventata la Tunnel Railway.  I servizi furono sospesi durante la seconda guerra mondiale, ma furono riaperti nel dopoguerra. Nel 1965 la linea venne chiusa a seguito di un incidente alla stazione balneare. I suoi proprietari hanno quindi deciso di chiudere la ferrovia e il binario è stato rimosso.
Nel 1939 una parte della galleria ferroviaria abbandonata divenne un rifugio antiaereo. Fu realizzata una rete di gallerie partendo dalla dismessa galleria ferroviaria che portava sotto il paese con vari punti di accesso in superficie. Dopo la fine della guerra questi tunnel furono abbandonati. A seguito dell'assegnazione di una Heritage Lottery Grant, le sezioni del tunnel ferroviario abbandonato e dei tunnel antiaerei usati in tempo di guerra sono state restaurate e sono state ufficialmente riaperte il 27 maggio 2014.
L'edificio della stazione è stato danneggiato da un incendio nel 1998 e successivamente demolito.